# ТЕС Вагерап
ТЕС Вагерап (Wagerup) — теплова електростанція на заході Австралії.
В 2007 році на майданчику станції ввели в дію дві встановлені на роботу у відкритому ціиклі газові турбіни потужністю по 175 МВт.
Як паливо використовують природний газ, що надходить по трубопроводу Дампір – Банбері.
Видача продукції відбувається під напругою 330 кВ.
Майданчик для станції обрали поряд з алюмінієвим комбінатом компанії Alcoa. Планувалось, що на другому етапі газові турбіни доповнять котлами-утилізаторами, що постачатимуть алюмінієвому комбінату технологічну пару, втім, станом на першу половину 2020-х ці наміри так і не були реалізовані.